# Gunvor (Unternehmen)
Gunvor Group Ltd ist ein in Nikosia auf Zypern registriertes Ölhandelsunternehmen mit Sitz in Amsterdam, Genf und Singapur. Gunvor ist in den Bereichen Handel, Transport, Lagerung und Optimierung von Erdöl und Erdölerzeugnissen tätig und besitzt daneben substanzielle Beteiligungen an Ölterminals, Misch- und Hafenanlagen, Ölpipelines und Förderprojekten.

## Tätigkeiten
Die Tätigkeit der Firma besteht im Wesentlichen aus „Upstream“-Aktivitäten für die Rohölversorgung der Märkte über Pipelines und Öltanker. Seit 2003 besteht in Genf eine Zweigniederlassung. Als eines der weltweit größten Unternehmen im Öl und Gas Handel vertreibt Gunvor Förderungen von Unternehmen wie Surgutneftegas, Rosneft und Gazprom außerhalb Russlands. Im Jahr 2007 soll diese Menge 83 Millionen Tonnen betragen haben. Damit ist Gunvor hinter Vitol, Glencore und Trafigura das viertgrößte Ölhandelshaus weltweit.

## Hintergrund
Der schwedische Unternehmer Torbjörn Törnqvist und sein russischer Partner Gennadi Timtschenko gründeten 1997 das Unternehmen. Kurz vor Inkrafttreten westlicher Sanktionen gegen Russland im Verlauf der völkerrechtswidrigen Annexion der Krim durch Russland, in deren Rahmen auch Timtschenko namentlich als Betroffener genannt wurde, verkaufte dieser im März 2014 seinen Anteil an Torbjörn Törnqvist, der somit seither rund 87 % der Anteile hält; die verbleibenden 13 % werden von leitenden Mitarbeitern gehalten.
Im Jahr 2003 begann das Unternehmen mit seiner Tätigkeit in Genf.
Nach Angaben der Financial Times war Gunvor bis 2007 ein „Nischenplayer“ mit Fokussierung auf den Export von russischem Öl durch Estland, wobei es sich auf das Knowhow der beiden Gründer im Erdölgeschäft, auf den russischen Märkten und im Transitverkehr stützt.
Gunvor tätigte auch Investitionen in Öllager, Bahntransport sowie Hafenanlagen und Terminals und sicherte sich nach Angaben Tornqvists einen „Wettbewerbsvorteil gegenüber den Mitbewerbern“. Gemäß der Unternehmenswebsite unterhält Gunvor Beziehungen zu einem auf den Öltransport spezialisierten Bahntransportunternehmen (Transoil) und betreibt im Leasing eine Tankerflotte, was dem Unternehmen erlaubt, die Kosten tief zu halten und die Gewinnmargen zu verteilen.[Zitat erforderlich]. Gunvor besitzt eine eigene Schifffahrtsgesellschaft, die Clearlake Shipping Ltd, über die im Jahr 2006 30 % des baltischen Rohöls (20,5 Mio. Tonnen) verschifft wurden. Gemäß Nefte Compass wuchsen die russischen Ölexporte durch Gunvor im Zeitraum Februar 2002 bis Februar 2008 um das Sechzehnfache. Die Gesellschaft kontrolliert 60 % des Volumens, das durch Estland befördert wird, und 41 % dieser Transitmenge über den Hafen von Primorsk (Kaliningrad). Der Konzern hat erhebliche Investitionen in Einrichtungen wie Ölterminals und Raffinerien getätigt; auch am Ölterminal von Ust-Luga bei Sankt Petersburg ist Gunvor beteiligt. Der jährliche Mengendurchsatz dieses Terminals dürfte 25 Millionen metrische Tonnen erreichen. Der gesamte Investitionsbetrag ab Baubeginn im Jahr 2008 belief sich auf 800 Millionen US-Dollar. Die neue BPS-2-Pipeline, die nicht über die Ukraine und Belarus geführt werden soll, wird Unecha via die Druschba-Pipeline nach Ust-Luga verbinden, wo das Öl via Tanker ausgeführt wird. Im September 2009 investierte Gunvor mit dem Erwerb einer 30%igen Beteiligung am Lagansky-Block im Kaspischen Meer von Lundin Petroleum erstmals direkt in die Erdölförderung. Dieses Ölfeld enthält nachgewiesene Reserven von mehr als 230 Millionen Fass.
2012 erwarb Gunvor die Raffinerien der insolventen Petroplus in Antwerpen und Desching bei Ingolstadt. Da die Raffinerie in Ingolstadt über die Transalpine Ölleitung mit dem Hafen Triest verbunden ist, wo Rohöl aus aller Welt verladen werden kann, ist diese laut Reinhard Brandl ein "wichtiges 'Asset' für die Zukunft".

## Kontroversen
Gennadi Timtschenko gilt als ein Bekannter von Wladimir Putin, der nach Darstellung verschiedener Medien in den 1980er Jahren ebenfalls in der Abteilung für Auslandsspionage des KGB arbeitete.
Die zahlreichen Vorwürfe, dass Timtschenko für den KGB gearbeitet habe, haben er und sein früherer Partner, der ehemalige Geheimdienstmitarbeiter Andrej Pannikow, stets dementiert.
Am 12. November 2007 gab der russische Politologe Stanislaw Belkowski in einem international viel beachteten Interview mit der Tageszeitung Die Welt an, dass Putin durch Timtschenko an Gunvor beteiligt sein soll. Putin hat jedoch mehrfach bestritten, mit Gunvor verbunden zu sein oder beim Aufstieg der Firma irgendeine Rolle gespielt zu haben.
Die Wochenzeitung aus Zürich berichtete im Dezember 2011, dass der US-Botschafter in Russland, John Beyrle, im September 2008 in einem 2011 von WikiLeaks veröffentlichten Bericht nach Washington Putin als Miteigentümer von Gunvor bezeichnet habe.
2012 legte der Economist ein Dossier zum Marktverhalten von Gunvor im Ölhandel vor. Demzufolge habe Gunvor zwischen 2005 und 2009 den Marktpreis für Urals-Öl manipuliert.
2010 bis 2012 war Gunvor auch im Rohölgeschäft mit der Republik Kongo tätig. Sie erhielt insgesamt 22 Lieferungen Rohöl im Wert von 2,2 Mrd. US-Dollar, dabei verdiente sie sowohl als Händlerin, Vermittlerin als auch Finanzdienstleisterin. 2012 durchsuchte die Schweizer Bundespolizei die Büros des Unternehmens in Genf, da der Verdacht auf Bestechung und Korruption mit den kongolesischen Machthabern bestand. 2021 nannte Transparency International dies im Korruptionswahrnehmungsindex als eines von fünf Beispielen für Auslandsbestechung in „sauberen“ Ländern.
2024 ergab eine Untersuchung der Schweizerischen Bundesanwaltschaft, dass das Gunvor "nicht alle erforderlichen und zumutbaren organisatorischen Vorkehrungen getroffen hat, um zu verhindern, dass in seinem Namen mindestens von Februar 2013 bis Februar 2017 fremde Amtsträger bestochen wurden – dies im Zusammenhang mit seinen Geschäftstätigkeiten in der ecuadorianischen Erdölindustrie". Das Unternehmen wurde zu einer Zahlung von rund 86,7 Millionen Schweizer Franken, davon 4,3 Millionen Busse, verurteilt. Gunvor verzichtete auf eine Einsprache gegen den Strafbefehl.